# Государственный совет Республики Коми
Государственный Совет Республики Коми (коми Коми Республикаса Каналан Сöвет) — законодательный (представительный) однопалатный орган государственной власти Республики Коми, является постоянно действующим высшим и единственным органом законодательной власти республики.

## История

### Областной съезд Советов Коми
Областной съезд Советов Коми — высший орган власти Автономной области Коми (Зырян), образованной 22 августа 1921 года. Первый съезд состоялся 22–29 января 1922 года, на нём был избран Коми областной исполнительный комитет — первый легитимный орган государственной власти и управления областью. Областной съезд Советов Коми был упразднён в 1936 году, когда автономная область была преобразована в Коми АССР.

### Верховный Совет
Первые выборы депутатов Верховного Совета Коми Автономной Советской Социалистической Республики состоялись 26 июня 1938 года. В Верховный Совет первого созыва было избрано 79 депутатов — по одному депутату от каждых четырёх тысяч жителей республики. Первая сессия парламента состоялась в Сыктывкаре 26-29 июля 1938 года. Заседание открыл самый старший по возрасту депутат Верховного Совета I созыва — 63-летний Иван Ильич Косолапкин, одни из немногих, кто приехал добывать ухтинскую нефть добровольно. Почётными депутатами Верховного Совета Коми АССР также являлись Иосиф Сталин (Пушкинский избирательный округ города Сыктывкара), Вячеслав Молотов (Ухтинский избирательный округ) и Андрей Жданов (Воркутинский избирательный округ). Первым председателем Верховного Совета Коми АССР был избран Питирим Иванович Размыслов, также впервые был избран Президиум Верховного Совета Коми АССР и Совет Народных Комиссаров (первое Правительство Коми).
В 1990—1994 годах Верховный Совет Республики Коми принял 110 законов. Так, в 1990 году приняты Декларация о государственном суверенитете Коми ССР, закон «О собственности», в 1991 году — блок законов о земле, позволивших сельчанам по-новому вести своё хозяйство, закон «О приватизации», в 1992—1993 годах — законы «О недрах», «О социальной защищённости инвалидов»; в 1994 году — Конституция республики, законы «О культуре», «О государственных наградах», «Об органах исполнительной власти в Республике Коми», о государственной символике республики.
Верховный Совет, как высший законодательный (представительный) орган власти республики, осуществлял свою деятельность на протяжении 56 лет, с 1938 по 1994 год.

### Государственный Совет
Коренные изменения в сути и содержании законодательной деятельности в регионе произошли в феврале 1994 года после принятия третьей по счёту Конституции Республики Коми. Впервые самостоятельно республика по своему усмотрению отрегулировала целые блоки вопросов, в том числе связанные с организацией системы власти. Был введён институт Главы Республики Коми — должностного лица, являющегося главой государства и одновременно возглавляющего систему органов исполнительной власти. Также впервые создан Конституционный Суд, состоящий из пяти судей и призванный осуществлять конституционное правосудие.
Изменения произошли в формировании и функционировании законодательной власти. В отличие от Верховного Совета, состоявшего в разные созывы от 79 до 180 депутатов, законодательную власть в республике стали осуществлять сначала 50, а сейчас 30 депутатов.

#### I созыв (1995—1999)
Выборы депутатов в Государственный Совет Республики Коми первого созыва прошли 22 января 1995 года. Депутаты Совета первого созыва избирались по схеме: 20 депутатов от административно-территориальных избирательных округов — по одному от города или района республики, а 30 депутатов — от территориальных округов, образованных на всей территории республики с примерно равной численностью избирателей. Возглавил республиканский парламент Торлопов Владимир Александрович.
| №  | Имя депутата                    | Округ                                                      | Партийность/движение/депутатская группа                                                    | Примечание                                                   |
| 1  | Бажуков Михаил Александрович    | Сыктывдинский атио № 15                                    | н/д                                                                                        |                                                              |
| 2  | Беляев Анатолий Гаврилович      | Центральный тио № 29 (Сысольский и Сыктывдинский районы)   | беспартийный                                                                               |                                                              |
| 3  | Бихерт Рейнгольд Иванович       | Койгородский атио № 19                                     | выдвинут общественным объединением                                                         |                                                              |
| 4  | Братенков Николай Терентьевич   | Ижемский атио № 4                                          | группа депутатов-аграрников                                                                |                                                              |
| 5  | Васяева Галина Анатольевна      | Колвинский тио № 14 (Усинск)                               | н/д                                                                                        |                                                              |
| 6  | Воробей Любовь Алексеевна       | Горного тио №8                                             | н/д                                                                                        |                                                              |
| 7  | Выучейский Валерий Федорович    | Усть-Цилемского атио №5                                    | н/д                                                                                        |                                                              |
| 8  | Гусятников Сергей Николаевич    | Сысольский атио № 18                                       | депутатская группа «За социальную справедливость»                                          |                                                              |
| 9  | Гуторов Василий Александрович   | Прилузский атио № 20                                       | «Наш дом — Россия», депутатская группа «Реальный Курс»                                     |                                                              |
| 10 | Елисеев Алексей Иванович        | Удорский атио № 11                                         | н/д                                                                                        |                                                              |
| 11 | Зизганов Альберт Степанович     | Княжпогостский атио № 13                                   | н/д                                                                                        |                                                              |
| 12 | Игнатов Александр Николаевич    | Корткеросский тио № 27                                     | КПРФ, депутатская группа «За социальную справедливость»                                    |                                                              |
| 13 | Ипполитов Евгений Васильевич    | Изваильский тио № 24 (Ухта)                                | н/д                                                                                        |                                                              |
| 14 | Каплин Сергей Петрович          | Усть-Куломский атио № 17                                   | депутатская группа «За социальную справедливость»                                          |                                                              |
| 15 | Каракчиев Сергей Афанасьевич    | Пушкинский тио № 2 (микрорайоны Сыктывкара)                | н/д                                                                                        | заменил Риту Васильевну Чистоходову (КПРФ) в 1996 году       |
| 16 | Кобелев Виктор Владимирович     | Тиманский тио № 27 (Ухта)                                  | беспартийный, депутатская группа «Реальный Курс»                                           |                                                              |
| 17 | Козлов Валерий Николаевич       | Академический тио № 3                                      | н/д                                                                                        |                                                              |
| 18 | Косолапов Михаил Данилович      | Нижнепечорский тио № 18 (Усть-Цилемский и Ижемский районы) | н/д                                                                                        |                                                              |
| 19 | Кочергин Николай Николаевич     | Воргашорский тио № 10                                      | н/д                                                                                        |                                                              |
| 20 | Кравченко Галина Николаевна     | Приуральский тио № 19 (Вуктыл, Троицко-Печорский район)    | КПРФ, депутатская группа «За социальную справедливость»                                    |                                                              |
| 21 | Краснер Леонид Исаакович        | Северный тио № 11 (Воркута)                                | н/д                                                                                        |                                                              |
| 22 | Кузнецов Василий Павлович       | Южный тио № 30 (Прилузский и Койгордский районы)           | группа депутатов-аграрников                                                                |                                                              |
| 23 | Кукушкин Олег Игоревич          | Кировский тио № 13                                         | депутатская группа «Реальный Курс»                                                         |                                                              |
| 24 | Кулаков Иван Егорович           | Печорский левобережный тио № 16                            | возглавлял отделения движения «Конгресс русских общин» и общества «Россия православная»    |                                                              |
| 25 | Лескин Евгений Георгиевич       | Усинский атио № 6                                          | беспартийный, депутатская группа «Реальный Курс»                                           |                                                              |
| 26 | Ливсон Николай Гелиевич         | Корткеросский атио № 16                                    | в группы не входил                                                                         |                                                              |
| 27 | Литвак Леонид Юрьевич           | Печорский атио № 7                                         | выдвинут гражданами                                                                        |                                                              |
| 28 | Лобес Юрий Рудольфович          | Шахтёрский тио №9                                          | н/д                                                                                        |                                                              |
| 29 | Марков Валерий Петрович         | Западный тио № 25 (княжпогостский и Удорский районы)       | беспартийный, председатель Международного консультативного комитета финно-угорских народов |                                                              |
| 30 | Милицын Владимир Анатольевич    | Троицко-Печорский атио № 12                                | «Наш дом — Россия»                                                                         |                                                              |
| 31 | Моисеев Николай Дмитриевич      | Сыктывкарский атио № 1                                     | н/д                                                                                        | доверенное лицо Явлинского (1996)                            |
| 32 | Нестеров Василий Михайлович     | Печорский правобережный тио № 17                           | КПРФ, НПСР, депутатская группа «За социальную справедливость»                              |                                                              |
| 33 | Николаев Алексей Михайлович     | Усть-Вымский атио № 14                                     | н/д                                                                                        |                                                              |
| 34 | Патрушева Валентина Николаевна  | Магистральный тио № 5 (Сыктывкар)                          | н/д                                                                                        |                                                              |
| 35 | Пидченко Николай Григорьевич    | Сосногорский тио № 20                                      | депутатская группа «Реальный Курс»                                                         |                                                              |
| 36 | Подюк Василий Григорьевич       | Вуктыльский атио № 8                                       | «Наш дом — Россия»                                                                         |                                                              |
| 37 | Попов Александр Николаевич      | Интинский атио № 3                                         | «Наш дом — Россия», депутатская группа «Реальный Курс»                                     |                                                              |
| 38 | Потолицын Валерий Андреевич     | Усть-Вымский тио № 28                                      | беспартийный, группа депутатов-аграрников                                                  |                                                              |
| 39 | Сегаль Александр Зямович        | Воркутинский атио № 2                                      | депутатская группа «Реальный Курс»                                                         |                                                              |
| 40 | Сорвачев Владимир Николаевич    | Баганский тио № 15 (Усинск)                                | депутатская группа «Реальный Курс»                                                         |                                                              |
| 41 | Стромцов Валентин Андреевич     | Сосногорский атио № 9                                      | атаман Коми республиканского общества казаков                                              | заменил Валентина Зиновьевича Леонидова в 1997 году          |
| 42 | Торлопов Валерий Петрович       | Ухтинский атио № 10                                        | выдвинут общественным объединением «Гражданская позиция»                                   |                                                              |
| 43 | Торлопов Владимир Александрович | Лесозаводской тио № 1 (Сыктывкар)                          | беспартийный, глава общества дружбы «Коми-Финляндия»                                       | с 6 февраля 1995 года — председатель Государственного Совета |
| 44 | Ушаков Владимир Михайлович      | Эжвинский тио № 6                                          | «Наш дом — Россия», депутатская группа «За социальную справедливость»                      |                                                              |
| 45 | Худяев Вячеслав Иванович        | Усть-Куломский тио № 26                                    | группа депутатов-аграрников                                                                |                                                              |
| 46 | Чисталев Леонид Прометеевич     | Октябрский тио № 4 (Сыктывкар)                             | депутатская группа «Реальный Курс»                                                         |                                                              |
| 47 | Шахтин Владимир Ильич           | Куратовский тио № 12                                       | депутатская группа «Реальный Курс»                                                         |                                                              |
| 48 | Шпектор Игорь Леонидович        | Тундровый тио № 7 (Воркута)                                | группа депутатов-аграрников                                                                |                                                              |
| 49 | Якимов Андрей Александрович     | Айювинский тио № 21 (сосногорск)                           | депутатская группа «Реальный Курс»                                                         |                                                              |
| 50 | Яковлев Николай Яковлевич       | Ярегский тио № 22                                          | депутатская группа «Реальный Курс»                                                         |                                                              |

#### II созыв (1999—2003)
7 февраля 1999 года были избраны 50 депутатов, в том числе 22 депутата, работавших в первом созыве. На своих постах остались руководство и председатели комитетов. Были созданы депутатские группы: «Отечество», «Наш дом — Россия», «Сельская депутатская группа». 23 января 2002 года Торлопова на посту Председателя Госсовета сменил Евгений Николаевич Борисов.
| №  | Имя депутата                       | Округ                            | Партийность/движение/депутатская группа                                                 | Примечание                                                                 |
| 1  | Бажуков Михаил Александрович       | Сыктывдинский атио № 15          | н/д                                                                                     | переизбрание                                                               |
| 2  | Бармин Владимир Васильевич         | Печорский левобережный тио № 16  | н/д                                                                                     |                                                                            |
| 3  | Баскаков Владимир Петрович         | Кировский тио № 13               | н/д                                                                                     |                                                                            |
| 4  | Борисов Евгений Николаевич         | Сыктывкарский атио № 1           | «Единая Россия»                                                                         | с 23 января 2002 года — председатель Государственного Совета               |
| 5  | Бутырева Галина Васильевна         | Западный тио № 25                | н/д                                                                                     |                                                                            |
| 6  | Воробей Любовь Алексеевна          | Горный тио № 8                   | н/д                                                                                     | переизбрание                                                               |
| 7  | Гафиатулин Валерий Наильевич       | Интинский атио № 3               | н/д                                                                                     |                                                                            |
| 8  | Гуторов Василий Александрович      | Прилузский атио № 20             | «Наш дом — Россия»                                                                      | переизбрание                                                               |
| 9  | Дитятев Петр Николаевич            | Нижнепечорский тио № 18          | н/д                                                                                     |                                                                            |
| 10 | Егоров Сергей Ильич                | Тиманский тио № 23               | н/д                                                                                     |                                                                            |
| 11 | Елисеев Алексей Иванович           | Удорский атио № 11               | н/д                                                                                     | переизбрание                                                               |
| 12 | Завьялова Людмила Васильевна       | Академический тио № 3            | н/д                                                                                     |                                                                            |
| 13 | Захаров Анатолий Алексеевич        | Вуктыльский атио № 8             | н/д                                                                                     |                                                                            |
| 14 | Ивашова Лидия Семеновна            | Корткеросский тио № 27           | н/д                                                                                     |                                                                            |
| 15 | Ипполитов Евгений Васильевич       | Изваильский тио № 24             | н/д                                                                                     | переизбрание                                                               |
| 16 | Карманов Феликс Григорьевич        | Усть-Куломский тио № 26          | н/д                                                                                     |                                                                            |
| 17 | Клинчев Валерий Андреевич          | Айювинский тио № 21              | н/д                                                                                     |                                                                            |
| 18 | Кочергин Николай Николаевич        | Воргашорский тио № 10            | н/д                                                                                     | переизбрание                                                               |
| 19 | Кравченко Галина Николаевна        | Приуральский тио № 19            | КПРФ                                                                                    | переизбрание                                                               |
| 20 | Кузнецов Василий Павлович          | Южный тио № 30                   | н/д                                                                                     | переизбрание                                                               |
| 21 | Кузьбожева Мария Вячеславовна      | Центральный тио № 29             | н/д                                                                                     |                                                                            |
| 22 | Кулаков Иван Егорович              | Печорский левобережный тио № 16  | возглавлял отделения движения «Конгресс русских общин» и общества «Россия православная» | переизбрание                                                               |
| 23 | Лескин Евгений Георгиевич          | Усинский атио № 6                | н/д                                                                                     | переизбрание                                                               |
| 24 | Лыткин Валерий Семенович           | Сысольский атио № 18             | н/д                                                                                     |                                                                            |
| 25 | Магий Михаил Юрьевич               | Магистральный тио № 5            | н/д                                                                                     |                                                                            |
| 26 | Марков Валерий Петрович            | Западный тио № 25                | беспартийный                                                                            | переизбрание                                                               |
| 27 | Марков Феликс Олегович             | Колвинский тио № 14              | н/д                                                                                     |                                                                            |
| 28 | Марцинсковский Александр Сергеевич | Ухтинский атио № 10              | н/д                                                                                     |                                                                            |
| 29 | Моисеев Николай Дмитриевич         | Октябрьский тио № 4              | н/д                                                                                     | переизбрание                                                               |
| 30 | Никитинский Сергей Рустиянович     | Куратовский тио № 12             | член движения «Шахтёры России»                                                          |                                                                            |
| 31 | Николаев Алексей Михайлович        | Усть-Вымский атио № 14           | н/д                                                                                     |                                                                            |
| 32 | Пидченко Николай Григорьевич       | Сосногорский тио № 20            | н/д                                                                                     | переизбрание                                                               |
| 33 | Потолицын Валерий Андреевич        | Усть-Вымский тио № 28            | н/д                                                                                     | переизбрание                                                               |
| 34 | Рогов Юрий Иванович                | Тундровый тио № 7                | н/д                                                                                     |                                                                            |
| 35 | Рогозин Валерий Николаевич         | Пушкинский тио № 2               | н/д                                                                                     |                                                                            |
| 36 | Савинцев Павел Федорович           | Троицко-Печорский атио № 12      | н/д                                                                                     |                                                                            |
| 37 | Семенов Александр Эдуардович       | Печорский правобережный тио № 17 | н/д                                                                                     |                                                                            |
| 38 | Семенов Виктор Васильевич          | Северный тио №11                 | н/д                                                                                     |                                                                            |
| 39 | Сенькин Василий Иванович           | Усть-Куломский атио № 17         | н/д                                                                                     |                                                                            |
| 40 | Сорвачев Владимир Николаевич       | Баганский тио № 15               | н/д                                                                                     | переизбрание                                                               |
| 41 | Стромцов Валентин Андреевич        | Сосногорский атио № 9            | н/д                                                                                     | переизбрание                                                               |
| 42 | Тебеньков Михаил Леонидович        | Койгородский атио № 19           | н/д                                                                                     |                                                                            |
| 43 | Терентьев Олег Михайлович          | Ижемский атио № 4                | н/д                                                                                     |                                                                            |
| 44 | Торлопов Владимир Александрович    | Эжвинский тио № 6                | «Наш дом — Россия»                                                                      | переизбрание, председатель Государственного Совета до 16 декабря 2001 года |
| 45 | Ушаков Владимир Михайлович         | Эжвинский тио № 6                | н/д                                                                                     | переизбрание                                                               |
| 46 | Черных Светлана Анатольевна        | Корткеросский атио № 16          | н/д                                                                                     |                                                                            |
| 47 | Чупров Александр Филиппович        | Усть-Цилемский атио № 5          | н/д                                                                                     |                                                                            |
| 48 | Шмань Николай Николаевич           | Княжпогостский атио № 13         | н/д                                                                                     |                                                                            |
| 49 | Шпектор Игорь Леонидович           | Воркутинский атио № 2            | н/д                                                                                     | переизбрание                                                               |
| 50 | Экгардт Виктор Иванович            | Шахтерский тио № 9               | н/д                                                                                     |                                                                            |
| 51 | Яковлев Николай Яковлевич          | Ярегский тио № 22                | н/д                                                                                     | переизбрание                                                               |

#### III созыв (2003—2007)
2 марта 2003 года был избран Госсовет третьего созыва, в который вошли 30 депутатов. Председателем Совета Республики Коми стал депутат Кулаков Иван Егорович. 16 февраля 2006 года его место заняла Истиховская Марина Дмитриевна.
| №  | Имя депутата                   | Округ                                                                                                  | Партийность     | Примечание |
| 1  | Безносиков Алексей Семенович   | Усть-Куломский ио №26 (Усть-Куломский район)                                                           | н/д             | с 2004 года — заместитель председателя Государственного Совета, и. о. председателя Государственного Совета с 29 ноября 2005 по 16 февраля 2006 года |
| 2  | Габуев Виталий Анатольевич     | Боровской ио № 21 (часть Ухты)                                                                         | н/д             | |
| 3  | Гольдштейн Ростислав Эрнстович | Тиманский ио № 23 (часть Ухты)                                                                         | н/д             | |
| 4  | Жилин Валерий Васильевич       | Западный ио № 25 (Удорский и Княжпогосткий районы)                                                     | н/д             | |
| 5  | Забровская Белла Леонидовна    | Магистральный ио № 5 (часть Сыктывкара)                                                                | н/д             | |
| 6  | Завьялова Людмила Васильевна   | Академический ио № 3 (часть Сыктывкара)                                                                | н/д             | переизбрание |
| 7  | Зайцев Лев Моисеевич           | Усть-Вымский ио № 20 (Усть-Вымский район)                                                              | н/д             | |
| 8  | Захаров Анатолий Алексеевич    | Вуктыльский ио № 18 (Вуктыл и часть Сосногорска)                                                       | н/д             | переизбрание |
| 9  | Зенищев Роман Валерьевич       | Лесозаводский ио № 1 (часть Сыктывкара)                                                                | н/д             | |
| 10 | Игнатов Александр Николаевич   | Корткеросский ио № 27 (Корткеросский район и часть Сыктывкара)                                         | н/д             | |
| 11 | Истиховская Марина Дмитриевна  | Интинский ио № 11 (часть Инты)                                                                         | «Единая Россия» | с 16 февраля 2006 года — председатель Государственного Совета Коми                                                                                  |
| 12 | Копасов Валентин Казимирович   | Воргашорский ио № 9 (часть Воркуты)                                                                    | н/д             | |
| 13 | Косов Владимир Алексеевич      | Пушкинский ио № 2 (часть Сыктывкара)                                                                   | н/д             | |
| 14 | Кудрявцев Михаил Александрович | Сосногорский ио № 19 (часть Сосногорска)                                                               | н/д             | |
| 15 | Кулаков Иван Егорович          | Печорский левобережный ио № 14 (часть Печоры)                                                          | «Единая Россия» | переизбрание, председатель Государственного Совета Коми по 28 ноября 2005 года.                                                                     |
| 16 | Леошеня Владимир Геннадьевич   | Южный ио № 30 (Прилузский и Койгородский районы)                                                       | н/д             | |
| 17 | Магий Михаил Юрьевич           | Эжвинский ио № 6 (часть Сыктывкара)                                                                    | н/д             | переизбрание |
| 18 | Макаренко Александр Петрович   | Изваильский ио № 24 (часть Ухты)                                                                       | н/д             | |
| 19 | Муляк Владимир Витальевич      | Усинский ио № 13 (часть Усинска)                                                                       | н/д             | |
| 20 | Радостева Наталья Евгеньевна   | Тундровый ио № 7 (часть Воркуты)                                                                       | н/д             | |
| 21 | Савастьянова Ольга Викторовна  | Октябрьский ио № 4(часть Сыктывкара)                                                                   | н/д             | |
| 22 | Самоделкин Андрей Николаевич   | Емвинский ио № 20 (части Княжпогостского, Сыктывдинского районов и часть Эжвинского района Сыктывкара) | н/д             | |
| 23 | Смекалов Михаил Анатольевич    | Нижнепечорский ио № 16 (Ижемский и Усть-Цилемский районы)                                              | н/д             | |
| 24 | Шальнев Василий Иванович       | Печорский правобережный ио № 15 (часть Печоры)                                                         | н/д             | |
| 25 | Шаров Михаил Афанасьевич       | Троицко-Печорский ио № 17 (Троицко-Печорский район и часть Сосногорска)                                | н/д             | |
| 26 | Шитов Владимир Николаевич      | Приполярный ио № 12 (часть Инты и Усинска)                                                             | н/д             | |
| 27 | Шумейко Евгений Александрович  | Северный ио № 10 (часть Воркуты)                                                                       | н/д             | |
| 28 | Цыпанов Алексей Семенович      | Центральный ио № 29 (Сысольский и часть Сыктывдинского района)                                         | н/д             | |
| 29 | Экгардт Виктор Иванович        | Горный ио № 8 (часть Воркуты)                                                                          | н/д             | |
| 30 | Яковлев Николай Яковлевич      | Ярегский ио № 22 (часть Ухты)                                                                          | н/д             | переизбрание |

#### IV созыв
Государственный Совет Республики Коми четвёртого созыва был избран 11 марта 2007 года. Впервые выборы депутатов были проведены по смешанной системе: 15 депутатов избраны по одномандатным избирательным округам, 15 — по единому избирательному округу, включающему всю территорию республики, по пропорциональной избирательной системе.
30 депутатских мандатов следующим образом распределились между партиями по итогам выборов:
- 18 — региональное отделение Всероссийской политической партии «Единая Россия»;
- 3 — беспартийные;
- 3 — региональное отделение партии «Справедливая Россия»;
- 2 — региональное отделение «Коммунистической партии Российской Федерации»;
- 2 — региональное отделение «Либерально-демократической партии России»;
- 2 — региональное отделение партии «Союз правых сил».

Однако 19 мая 2009 года деятельность последней фракции была прекращена в связи с ликвидацией партии.
Депутатами Совета Коми четвёртого созыва в результате было избрано 7 женщин и 23 мужчины, в возрасте до 30 лет — 1 депутат, от 30 до 40 лет — 2, от 40 до 50 лет — 12, от 50 до 60 лет — 4, старше 60 лет — 11 депутатов.

#### V созыв (2011—2015)
Выборы пятого созыва прошли 13 марта 2011 года по смешанной системе. Первое организационное заседание состоялось 28 марта 2011 года. 2 ноября 2012 года на посту председателя Истиховскую сменил Игорь Владимирович Ковзель.

##### Фракции
| Фракция             | Руководитель                                        | Кол-во депутатов |
| ------------------- | --------------------------------------------------- | ---------------- |
| Единая Россия       | Макаренко Александр Петрович                        | 24               |
| КПРФ                | Шулепов Вячеслав Иванович                           | 3                |
| ЛДПР                | Брагин Михаил Анатольевич                           | 2                |
| Справедливая Россия | Скоробогатова Вера Игоревна/Величко Илья Николаевич | 1                |

### VI созыв (2015—2020)
Выборы в Государственный Совет Республики Коми VI созыва прошли в единый день голосования 13 сентября 2015 года. В 2018 году, после освобождения пяти мест, прошли довыборы в Госсовет. Возглавляла созыв Надежда Борисовна Дорофеева.
| Фракция             | Руководитель                                           | Кол-во депутатов (до 2018) | Кол-во депутатов (после 2018) |
| ------------------- | ------------------------------------------------------ | -------------------------- | ----------------------------- |
| Единая Россия       | Макаренко Александр Петрович/Усачёв Сергей Анатольевич | 26                         | 26                            |
| Справедливая Россия | Саладина Татьяна Алексеевна                            | 2                          | 1                             |
| КПРФ                | Михайлов Олег Алексеевич                               | 1                          | 2                             |
| ЛДПР                | Брагин Михаил Анатольевич/Нагаева Галина Юрьевна       | 1                          | 1                             |

## Действующий состав

### VII созыв (2020—2025)
Выборы в Государственный Совет Республики Коми VII созыва прошли в единый день голосования 13 сентября 2020 года. 24 сентября председателем  Госсовета был избран Усачёв Сергей Анатольевич. Его кандидатуру поддержали 23 из 28 депутатов. 
| Фракция              | Руководитель                  | Кол-во депутатов |
| -------------------- | ----------------------------- | ---------------- |
| Единая Россия        | Артеев Сергей Вячеславович    | 20               |
| КПРФ                 | Воробьёв Виктор Викторович    | 4                |
| ЛДПР                 | Зиновьева Наталия Геннадьевна | 3                |
| Зелёная альтернатива | Бетехтин Виктор Васильевич    | 1                |
| Родина               | Иванова Елена Сергеевна       | 1                |
| Справедливая Россия  | Саладина Татьяна Алексеевна   | 1                |

## Структура

### Комитеты
- комитет по законодательству и местному самоуправлению
- комитет по бюджету, налогам и экономической политике
- комитет по социальной политике
- комитет по природным ресурсам, природопользованию и экологии

### Комиссии
- постоянная комиссия по регламенту и депутатской этике
- постоянная комиссия по делам ветеранов, вопросам здравоохранения, физической культуры и спорта
- временная комиссия по контролю за достоверностью сведений о доходах, расходах, об имуществе и обязательствах имущественного характера, представляемых депутатами Государственного Совета Республики Коми

## Этнический состав
В Верховный Совет Коми АССР в 1990 году было избрано 177 депутатов, из них 56 (31,6 %) — коми.
В 2017 году коми — 13 %
| Этносы   | I созыв    | I созыв | II созыв   | II созыв | III созыв  | III созыв | IV созыв   | IV созыв | V созыв    | V созыв | VI созыв   | VI созыв |
| -------- | ---------- | ------- | ---------- | -------- | ---------- | --------- | ---------- | -------- | ---------- | ------- | ---------- | -------- |
| Этносы   | количество | %       | количество | %        | количество | %         | количество | %        | количество | %       | количество | %        |
| коми     | 16         | 32      | 14         | 27,5     |            |           |            |          |            |         |            |          |
| русские  | 20         | 40      | 30         | 58,8     |            |           |            |          |            |         |            |          |
| украинцы | 4          | 8       | 2          | 3,9      |            |           |            |          |            |         |            |          |
| евреи    | 3          | 6       | 1          | 2        |            |           |            |          |            |         |            |          |
| немцы    | 1          | 2       | 1          | 2        |            |           |            |          |            |         |            |          |
| чуваши   |            |         | 1          | 2        |            |           |            |          |            |         |            |          |
| болгары  |            |         | 1          | 2        |            |           |            |          |            |         |            |          |
| Итого    | 50         | -       | 51         | -        |            | -         |            | -        |            | -       |            | -        |